# Johann Heinrich Schmucker

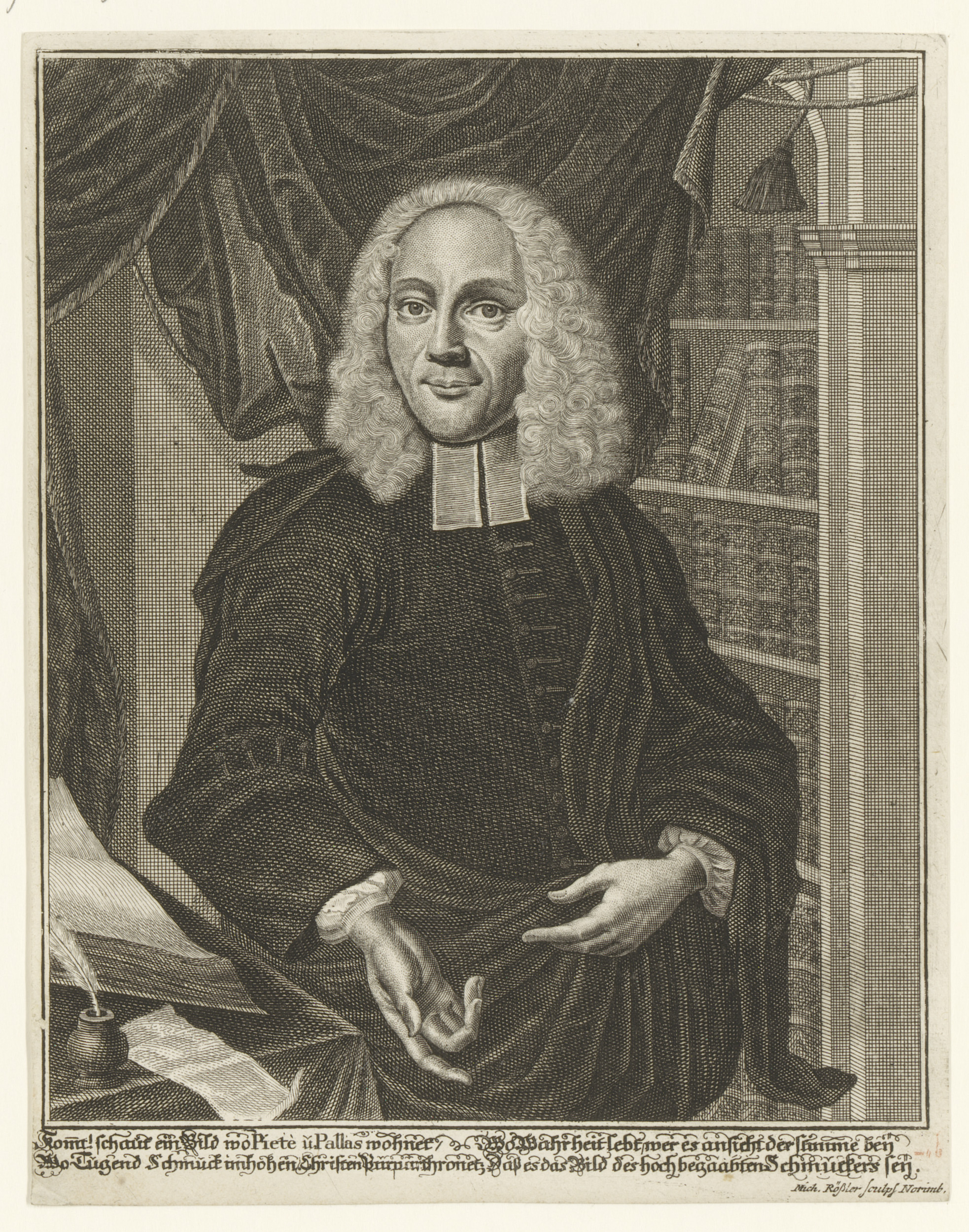
Johann Heinrich Schmucker

Johann Heinrich Schmucker (* 20. März 1684 in Köthen (Anhalt); † 7. Oktober 1756 in Wesel) war ein deutscher reformierter Theologe. 

## Leben
Der als eines von 14 Kindern des Kantors Johann Gottfried und Dorothea Elisabeth Schmucker geborene Johann Schmucker besuchte nach Abschluss seiner schulischen Laufbahn in Köthen von Mai 1700 bis August 1705 das reformiert-theologische Gymnasium Illustre in Bremen. Im August 1705 wechselte Schmucker von Bremen an die Universität Franeker in den Niederlanden. 1706 trat er in Celle eine Hauslehrerstelle an und wurde ab 1709 zum ersten Pastor der im selben Jahr gegründeten reformierten Gemeinde in Celle berufen. 1721 schlug er eine Anstellung in Solingen aus und nahm erst 1723 eine andere Stelle in Elberfeld an, 1729 wechselte er nach Wesel. Als Schmucker 1731 nach Magdeburg zum Consistorialrat der reformierten Gemeinde berufen wurde, lehnte er erneut ab und blieb bis zu seinem Lebensende in Wesel, wo er die Veröffentlichung seiner Predigten vorantrieb und an der Übersetzung theologischer Schriften aus dem Niederländischen und Französischen beteiligt war.